# NGC 6925
NGC 6925 is een spiraalvormig sterrenstelsel in het sterrenbeeld Microscoop. Het hemelobject werd op 31 juli 1834 ontdekt door de Britse astronoom John Herschel.

## Synoniemen
- ESO 463-4
- MCG -5-48-22
- AM 2031-320
- IRAS 20312-3209
- PGC 64980